# 亚东耳蕨
亚东耳蕨（学名：Polystichum yadongense），为鳞毛蕨科耳蕨属下的一个种。

## 扩展阅读
維基物種上的相關：亚东耳蕨